# Église Saint-Michel de Laitila
L'église Saint-Michel de Laitila  (en finnois : Laitilan Pyhän Mikaelin kirkko) est une église médiévale en pierre construite à Laitila en Finlande ,,.

## L'église
L'église en pierre a probablement été construite entre 1460 et 1483.
L'église de Laitila est une église-halle voûtée de style gothique tardif à trois vaisseaux.
L'église médiévale en pierre est reliée par sa forme et sa décoration aux églises-halles d'Uusimaa. 
L'extrémité en brique à l'ouest est similaire à celle de la cathédrale de Porvoo.
La nef comporte trois vaisseaux.
L'église a été restaurée dans son aspect médiéval lors d'une restauration complète en 1967-1968. Au pied du pilier nord de la troisième voûte se trouve un autel secondaire médiéval retrouvé et entièrement reconstitué sous la chaire. 
Le crucifix a été réalisé vers 1400-1430. 
La chaire date du milieu du XVIIe siècle. 
L'orgue actuel à 19 jeux a été fabriqué par la fabrique d'orgues de Kangasala en 1975. 
Le lustre de la troisième voûte est le plus ancien de l'église. 
Il a été acheté à Stockholm en 1748.

## Peintures
L'école de Kalanti a réalisé les peintures murales de l'église sous la direction de Peter Henrikinpoja en 1483. 
Les peintures murales ont été recouvertes des années 1860 aux années 1920.
Le vitrail au-dessus de l'autel représente l'archange saint Michel.
Sur le mur nord de la quatrième voûte se trouvent les armoiries funéraires de la famille Falckenberg, qui possédait autrefois le manoir de Palttila.
À la porte de la sacristie se trouve un portrait, peint en 1733, de Johannes Montin, l'ancien curé de la paroisse.
Sur la porte de la salle d'armes se trouve un retable peint par Johan Georg Geitel en 1758. 
Les peintures de la tribune d'orgue font partie des peintures de la galerie dans l'angle nord-ouest de l'église, réalisées par G. Prychten en 1774. 
À l'extérieur de l'église, de part et d'autre de la porte principale, il y a deux placards muraux. L'un a probablement été peint d'une image de saint Michel et l'autre d'une image de saint Pierre.

## Le clocher et le cimetière
Le clocher séparé est conçu par Constantin Kiseleff et Elia Heikel.
La base, construite en blocs de granite récupérés de l'ancien clocher, date de 1883.
L'église et le clocher sont entourés d'un ancien cimetière, au bord duquel un ancien magasin de l'église construit en pierres date de 1866. 
La statue de l'évêque Ericus Erici Sorolainen (fi) (1545-1625), né à Laitila, a été inaugurée dans le parc de l'église à l'occasion des célébrations du 500e anniversaire de l'église en 1968.